# Кахун, Доминик
Доминик Кахун (нем. Dominik Kahun; род. 2 июля 1995, Плана, Тахов) — немецкий хоккеист, нападающий. Игрок сборной Германии.

## Биография
Воспитанник системы клуба «Адлер Мангейм». Выступал за команду на юниорских и молодёжных турнирах, выступал в молодёжном чемпионате Германии. В сезоне 2011/12 стал чемпионом Германии в молодёжном первенстве, также набрал наибольшее количество очков в лиге за результативность — 57.
С 2012 по 2014 год выступал в Канаде, в хоккейной лиге Онтарио, за команду «Садбери Вулвз». В регулярном первенстве лиги Онтарио провёл 101 матч, забросил 22 шайбы и отдал 49 голевых передач. В плей-офф в 14 встречах дважды поразил ворота соперников и 6 раз ассистировал при взятии ворот.
В 2014 году стал игроком команды «Мюнхен» из одноимённого города. В сезоне 2014/15 дебютировал в Высшей лиге Германии, также сыграл несколько матчей во второй лиге за команду «Риссерзее». В сезоне 2015/16 стал чемпионом Германии в составе мюнхенского клуба «Ред Булл», в сезоне 2016/17 повторил своё достижение.
28 апреля 2018 года, стало известно о том, что, Кахун подписал контракт с клубом НХЛ «Чикаго Блэкхокс», сроком на два года.
16 июня 2019 года был обменян в «Питтсбург Пингвинз» на защитника Олли Мяяття.
Выступал за молодёжную и юниорскую команды Германии на чемпионатах мира этих возрастных категорий. В 2016 году впервые сыграл за основную команду на чемпионате мира по хоккею с шайбой.